# Ксилофон
Ксилофо́н (от греч. ξύλον — дерево + φωνή — звук) — ударный музыкальный инструмент с фиксированной высотой звучания. Представляет собой ряд деревянных брусков разной величины, настроенных на определённые ноты. По брускам ударяют палочками с шарообразными наконечниками (маллетами) или специальными молоточками, похожими на небольшие ложки. Диапазон современного ксилофона составляет 31⁄2 октавы, от фа малой октавы до ноты до 4-й октавы. При игре на ксилофоне очень важен материал головок палочек, которыми извлекают звук из инструмента. Так, например, палочки с резиновыми головками будут издавать тихий и мягкий звук, в то время как палочки с пластиковыми головками будут давать резкое и очень громкое звучание.
Тембр ксилофона резкий, щёлкающий в форте и мягкий — в пиано.

## История инструмента

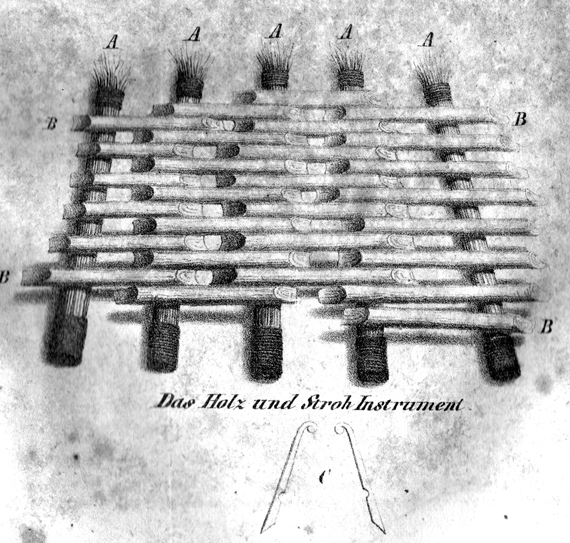
Ксилофон Гузикова

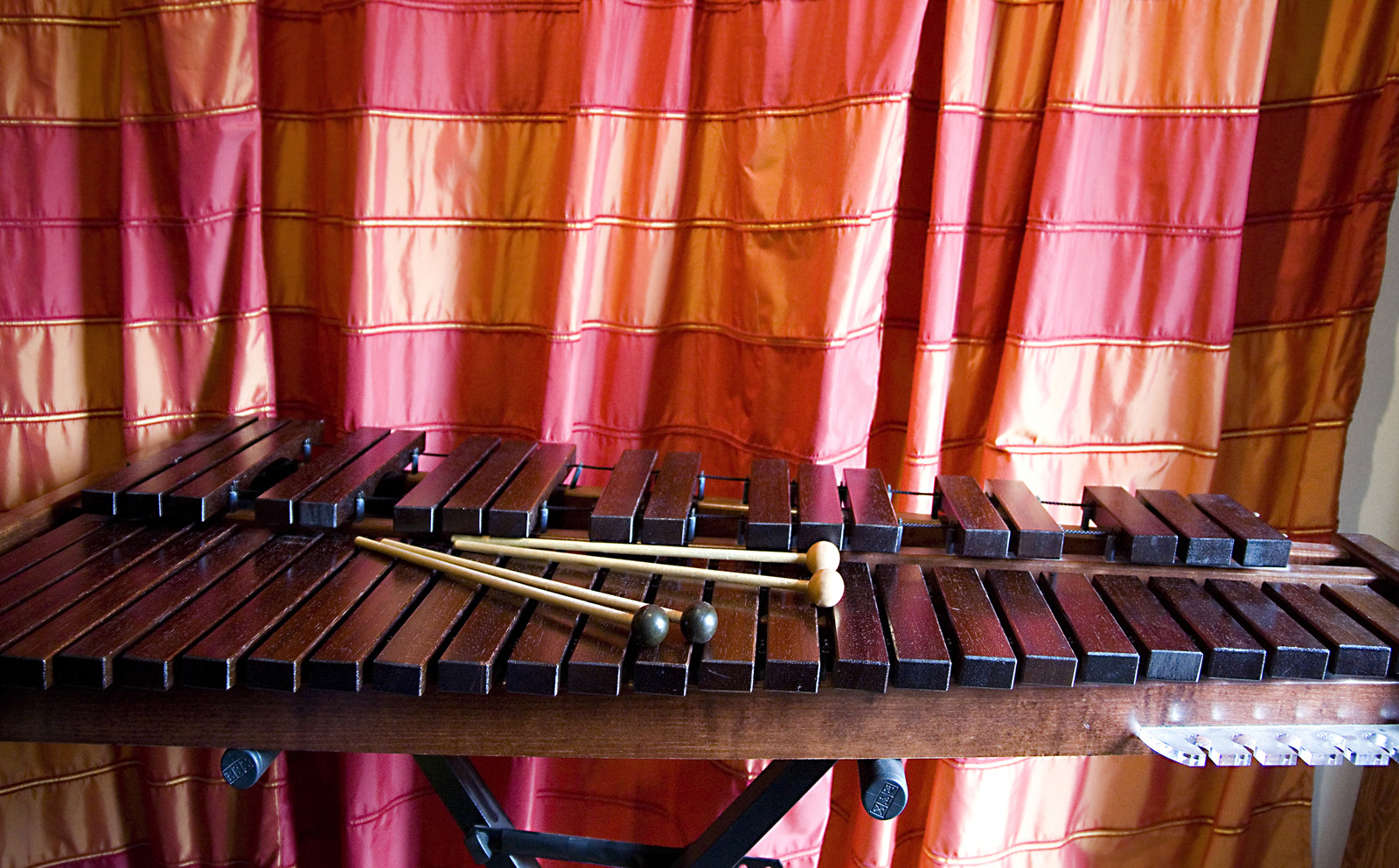
Ксилофон с разными типами маллетов

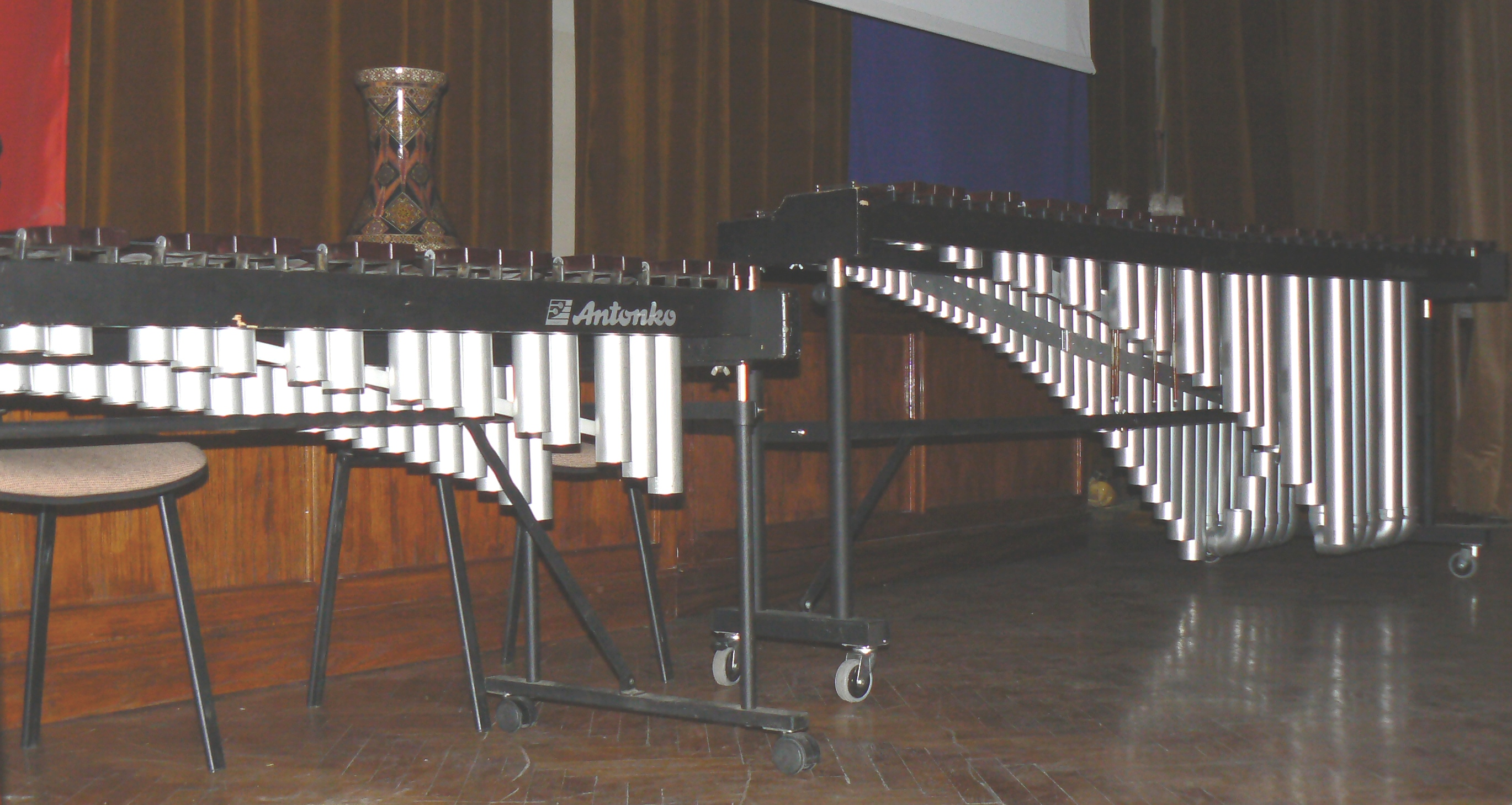
Оркестровый ксилофон (слева) и маримба (справа)

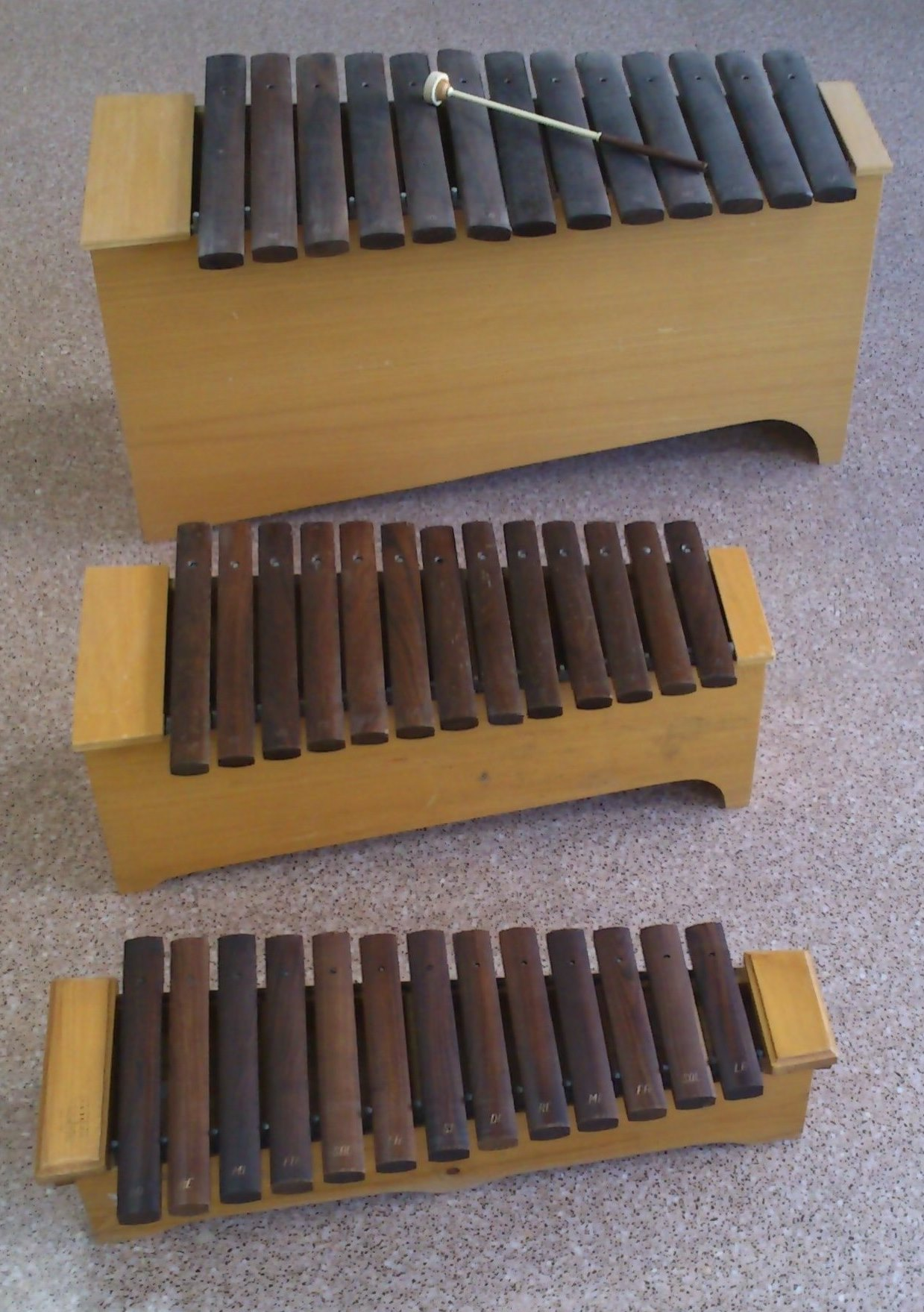
Три ксилофона Орфа-Шульверка разных диапазонов

Ксилофон имеет древнее происхождение — простейшие инструменты подобного типа встречались и встречаются до наших дней у разных народов Африки, Юго-Восточной Азии, Латинской Америки.
В Европе первые упоминания о ксилофоне датируются началом XVI века: Арнольт Шлик в трактате о музыкальных инструментах упоминает подобный инструмент под названием hueltze glechter. Вплоть до XIX века европейский ксилофон был достаточно примитивным инструментом, состоявшим из примерно двух десятков деревянных брусков, связывавшихся в цепочку и для игры раскладывавшихся на ровной поверхности. Удобство переноски такого инструмента привлекало к нему внимание бродячих музыкантов.
Усовершенствование ксилофона относится к 1830-м годам. Еврейский музыкант Михоэл Гузиков расширил его диапазон до двух с половиной октав, а также изменил конструкцию, расположив бруски особым образом в четыре ряда. Такая модель ксилофона использовалась в дальнейшем в течение более ста лет.
На современном ксилофоне бруски расположены в два ряда наподобие клавиш фортепиано, снабжены резонаторами в виде жестяных трубок и размещены на специальном столике-стенде для удобства передвижения.

## Роль ксилофона в музыке
Первый известный случай применения ксилофона в оркестре — Семь вариаций Фердинанда Кауэра, написанные в 1810 году. Его партии в свои произведения включал французский композитор Кастнер. Одно из самых известных сочинений, в которых задействован ксилофон — симфоническая поэма Камиля Сен-Санса «Пляска смерти» (1872). Первых слушателей поражало применение в симфоническом оркестре ксилофона, а в примечании к партитуре Сен-Санса даже приводилось объяснение, что собой представляет ксилофон и где его купить. Также популярности ксилофону прибавил галоп «Воспоминание о цирке Ренца» Густава Петера, популярный в германоязычных странах с начала XX в.
В настоящее время ксилофон применяется в симфоническом оркестре, на эстраде, а также как сольный инструмент («Фантазия на темы японских гравюр» для ксилофона с оркестром, Op. 211 (1964) Алана Хованесса).